# Čížov

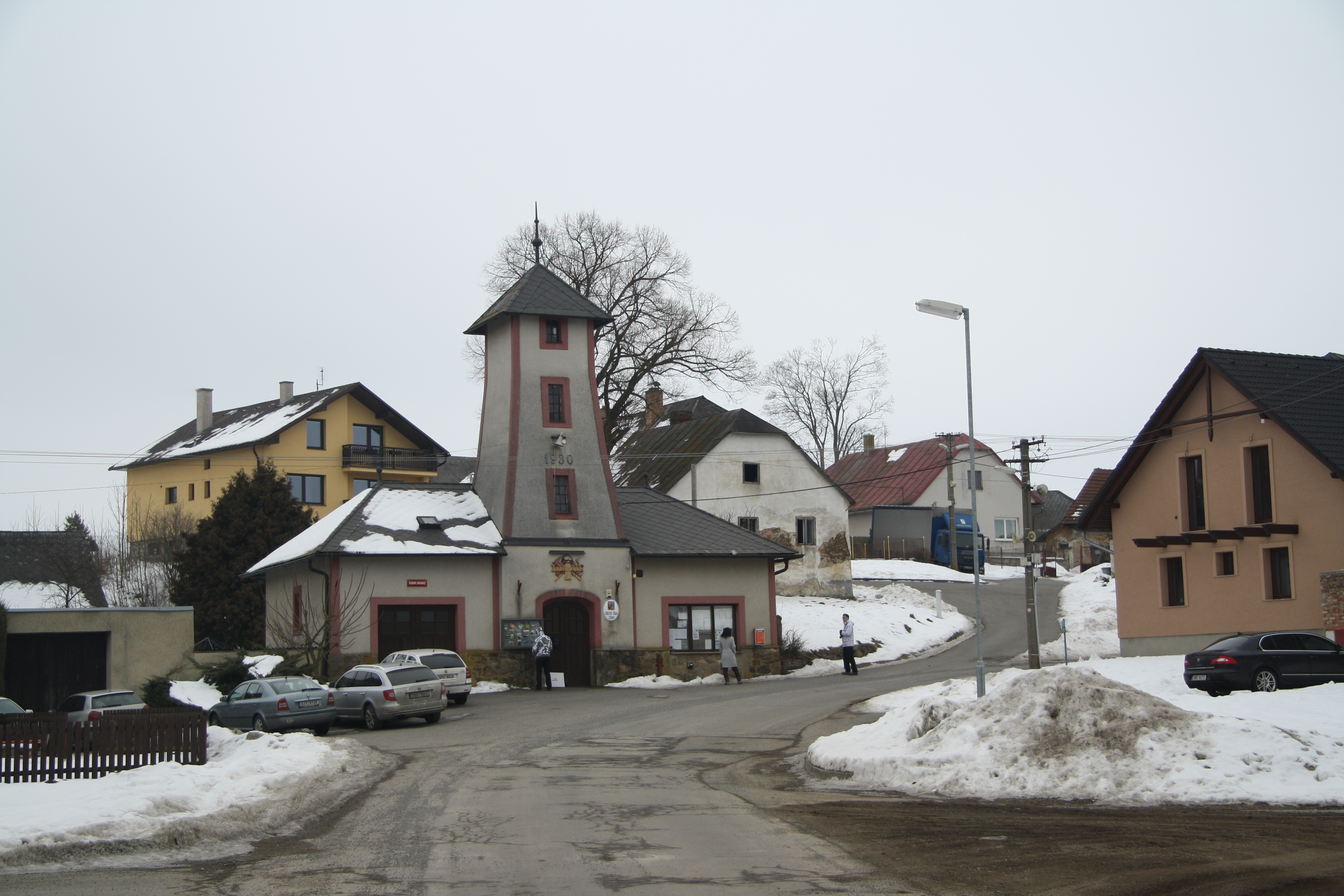
Ortsmitte von Čížov

Čížov (deutsch Zeisau) ist eine Gemeinde in Tschechien. Sie liegt fünf Kilometer südlich des Stadtzentrums von Jihlava in Mähren und gehört zum Okres Jihlava.

## Geographie
Čížov befindet rechtsseitig des Flüsschens Jihlávka an der Einmündung des Baches Čížovský potok. Östlich erhebt sich der Holý vrch (660 m), südwestlich der Vraní kopec (606 m) und im Westen der Popický vrch (682 m). Durch den Ort führt die Europastraße 59/Staatsstraße I/38 zwischen Jihlava und Znojmo.
Nachbarorte sind Pístov und Rančířov im Norden, Studénky und Puklice im Nordosten, Příseka im Osten, Rosice im Südosten, Cerekvička im Süden, Vílanec, Jezdovice und Salavice im Südwesten, Popice, Okrouhlík und Kostelec im Westen sowie Dvorce, Vysoká und Hosov im Nordwesten.

## Geschichte
Erstmals urkundlich erwähnt wurde das Dorf im Jahre 1358.
Nach der Aufhebung der Patrimonialherrschaften bildete Čížov/Zeisau ab 1850 einen Ortsteil der Gemeinde Rancířov/Ranzen in der Bezirkshauptmannschaft Iglau. 1873 entstand die politische Gemeinde Čížov/Zeisau. Im Jahre 1961 wurde Čížov nach Vílanec eingemeindet und mit Beginn des Jahres 1989 mit diesem zusammen nach Jihlava. Am 11. Dezember 1991 bewilligte das Innenministerium den Beschluss des Stadtrates von Jihlava über die Abtrennung von Čížov. Seit 1992 bildet Čížov wieder eine eigene Gemeinde.

## Gemeindegliederung
Für die Gemeinde Čížov sind keine Ortsteile ausgewiesen. Zu Čížov gehört die Siedlung Okrouhlík.

## Sehenswürdigkeiten
- Kapelle
- Sühnestein
- Speicher